# 岩泉町立二升石小学校
岩泉町立二升石小学校（いわいずみちょうりつ にしょういししょうがっこう）は、岩手県下閉伊郡岩泉町にあった公立小学校。分校の二升石小学校松橋分校、閉校後の校舎を活用した二升石集学校についても記載する。

## 概要
学制発布後の1877年に開校し、児童数の減少により2019年をもって閉校した小学校である。校名に「二升石」を冠していたのは、この地区一帯を指す「二升石」という地名が由来している。なお校名は、勅令や設置自治体の変遷などにより6回変更している。学区は、岩泉町の中東部を占める二升石地区の全域としていた。
1885年に現在地へ移転するまでは、長安寺（二升石字坂の下21番地）門前の民家を借用していた。当地では、開校以前から長安寺の和尚によって開設された寺子屋での授業が行われていた。
校歌は、1930年に制定されたものとそれを編曲したものがある。旧校歌は当校の教諭を務めていた西塔幸子が作詞・作曲した。一方の新校歌は、創立90周年の際に当時の校長である八重樫礌次が編曲した。歌は2番まであり、2番の最後には校名の「二升石」が登場する。
1901年から1992年にかけて、松橋分校（へき地校1級）を設置していた。約6.7キロメートル西の松橋地区に位置し、同地区を学区としていたが、児童数の低迷により1981年度からは新入生が居ない年が相次いだ。閉校後に校舎は解体され、跡地には松橋地区生涯学習会館が建設された。
閉校後、校舎は後述するIT交流施設に転用されている。

## 沿革
1869年、二升石字坂の下にある長安寺の19世徳岩恵林大和尚が、門前の民家を寺子屋として開設したのが起源となる。開設以降は檀家の子弟に対して授業を行っていた。1872年に発せられた学制により、1877年に寺子屋と置き換わる形で開校した。寺子屋で教えていた和尚も教導職を受けて1879年から指導にあたった。その後、1885年に二升石小学校への改称と共に、落成した校舎へ移転した。1901年には二升石字日蔭54番地に二升石尋常小学校松橋分教場を開設した。
1991年6月、過疎化により児童数が減少する松橋分校を、本校へ統合することを決定。1992年4月、松橋分校を統合し、松橋地区の児童はスクールバスでの通学を開始。その後すぐに新校舎の建設にとりかかり、翌1993年3月に新たな校舎と体育館を落成した。総工費は約2億7千万円。建設中は松橋分校を校舎に充てて授業を行った。
2016年には、平成28年台風第10号によって小本川と並行する国道455号が寸断され、4人の児童が通学できなくなった。そのため、当面の間は最寄の浅内小学校へ通学した。また避難所を開設し、最大で70人余りの避難者を受け入れた。
2015年3月には町が「町学校適正配置基本計画」を策定し、統廃合の対象となった。その後保護者や地区民を対象に協議を重ねていき、2018年12月に行われた町定例会において岩泉町立岩泉小学校（岩泉町岩泉）へ2019年4月付で統合する旨の条例改正案が可決された。2019年3月10日には最後の卒業式を挙行し、2人の卒業生を送り出した。同月24日には閉校式と思い出を語る会が開かれ、児童・教職員のほかに地区民や歴代の校長らが集結する中、地区の一輪車チーム「3up.UC」による演技や大念仏踊りが披露された。同月31日をもって142年の歴史に幕を閉じ、延べ920人ほどの児童を送り出した。
閉校後の2021年には、使用されなくなった施設の有効活用を図るべく、町の公式ホームページで利活用をしたい希望者を募集した。その結果、全国の廃校で「集学校」を展開している一般社団法人おかえり集学校が申し出、2023年11月に「二升石集学校」を開業させた。

### 年表
- 1869年（明治2年） - 長安寺門前に寺子屋を開設[29]。
- 1877年（明治10年）10月 - 開校[30][6]。
- 1879年（明治12年） - 「公立二升石学校」に改称[7]。
- 1885年（明治18年）3月 - 「二升石小学校」に改称。校舎を落成[31]。
- 1887年（明治20年）4月 - 「二升石簡易小学校」に改称[31]。
- 1892年（明治25年）4月 - 「岩泉村立二升石尋常小学校[32]」に改称[31]。
- 1901年（明治34年）2月15日 - 松橋地区に松橋分教場を開設[21]。
- 1922年（大正11年）8月1日 - 町制施行に伴い、「岩泉町立二升石尋常小学校」に改称。
- 1930年（昭和5年） - 校歌を制定[12]。
- 1934年（昭和9年） - 新校舎を落成[33]。
- 1941年（昭和16年）4月1日 - 国民学校令施行に伴い、「二升石国民学校」に改称[11]。
- 1947年（昭和22年）4月1日 - 学校教育法施行に伴い、「岩泉町立二升石小学校」に改称。
- 1959年（昭和34年）4月1日 - 松橋分校がへき地校に指定（1級）[34]。
- 1960年（昭和35年）5月 - 教室増設、講堂落成、旧校舎改築[31]。
- 1967年（昭和42年）11月3日 - 新校歌を制定[11][16]。
- 1978年（昭和53年）5月 - 完全給食を開始[35]。
- 1980年（昭和55年）10月17日 - 松橋分校の子ども銀行が、優良子ども銀行として表彰される[36]。
- 1987年（昭和62年） - 西塔幸子の歌碑と校歌碑を校庭に建立[12]。
- 1992年（平成4年）
  - 5月31日 - 松橋分校を廃止[37]。
  - 6月1日 - 新校舎建設に伴い、旧松橋分校に移転[24]。
- 1993年（平成5年）
  - 3月14日 - 新校舎および新体育館の建設工事が完了[18][22]。
  - 3月22日 - 松橋分校の閉校式を挙行。92年の歴史に幕を閉じ、延べ378人を送り出す[18]。
  - 6月5日 - 新校舎および新体育館の完成に際し、落成式典を挙行[33]。
- 2015年（平成27年）3月 - 岩泉町が「町学校適正配置基本計画」を策定し、統廃合の対象となる[26][27]。
- 2016年（平成28年）9月7日 - 平成28年台風第10号により道路が寸断されて通学不可となった児童4人が、浅内小学校へ通学[25]。
- 2018年（平成30年）12月 - 岩泉町定例会にて岩泉小学校へ統合する条例改正案が可決[27]。
- 2019年（平成31年）
  - 3月20日 - 最後の卒業式を挙行[6]。
  - 3月24日 - 閉校式・思い出を語る会を挙行[38]。
  - 3月31日 - 岩泉町立岩泉小学校への統合に伴い、閉校[39]。

#### 閉校後
- 2023年（令和5年）11月1日 - 校舎を「二升石集学校」として活用[20][40]。

## 西塔幸子との関わり
西塔は1927年から4年間、当校の教諭を務めていたことから、校舎の一角には「西塔幸子コーナー」と称した西塔に関する様々な資料を展示したり、校庭には西塔の歌碑や校歌の碑が当時の教え子や地区民によって建立された。

## 二升石集学校
二升石集学校（にしょういししゅがっこう）は、閉校した当校の施設を活用したIT交流施設。IT機器のリユース事業を展開しているリングロー株式会社が主体となって取り組む「おかえり集学校プロジェクト」に基づき、2023年11月に全国18校目、県内では初となる開設を果たした。リングローの関連法人である一般社団法人おかえり集学校が運営しており、スマートフォンやパソコンなどのIT機器に関する修理や相談をはじめ、空き教室を地区民の集会やイベントの場として貸し出している。また、企業のサテライトオフィスとして貸し出すことも見込んでいる。
プレオープンから1年後の2024年10月、開校式を行いグランドオープンした。

## 施設概要
主な施設を掲載。
- 校舎 - 1993年竣工[2]。木造一部鉄筋コンクリート造2階建ての構造で、体育館と一体になっている[22][2]。面積は928平方メートル[2]。1階は、中廊下を広くとってホールとしての役目を持たしたほか、多目的スペースを設けている。2階は普通教室やワークスペースなどを配置している。1994年には平成6年度公立学校優良施設に選定され、文教施設協会協会賞（多様な学習空間部門）を受賞した[2]。
- 体育館 - 1993年竣工の鉄骨造平屋建て[22][2]。面積は603平方メートル[2]。
- 校庭 - 面積は3,535平方メートル[1]。
- 教員住宅 - 3戸。総面積は115平方メートル[1]。

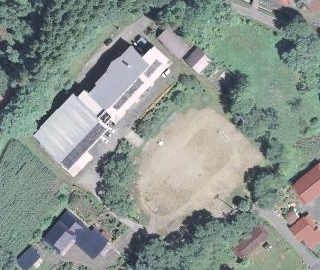
空中写真（2011年8月）

※プールは設置されていなかった。

## 児童・学級数

### 本校の児童・学級数
1881年度以降の児童数と学級数の推移。1936年度から1940年度、1954年度以降は毎年度掲載。
記録が残る中では1949年度の140人が最多である。その後、1961年度を境に少子化や過疎化により減少していた。昭和末期から1990年代後半にかけては30人前後で推移していたが、2000年代に突入した直後に半数近く減少し、2005・6年度には過去最小に匹敵する11人まで減少した。その後は30人近くまで増加したが再度減少に転じ、閉校する2018年度には10人と過去最少を記録した。児童数の減少を受けて1966年度から複式学級が発生し、閉校時まで解消することは無かった。
| 年度                                                  | 児童数 | 増減 | 学級数 | 増減 | 出典    | 備考             |
| ----------------------------------------------------- | ------ | ---- | ------ | ---- | ------- | ---------------- |
| 1881（明治14）年度                                    | 42     |      | 不明   | 不明 | [ 47 ]  |                  |
| 1910（明治43）年度                                    | 不明   | 不明 | 1      |      | [ 32 ]  |                  |
| 1918（大正7）年度                                     | 不明   | 不明 | 1      | 0    | [ 3 ]   |                  |
| 1922（大正11）年度                                    | 不明   | 不明 | 1      | 0    | [ 48 ]  |                  |
| 1926（大正15）年度                                    | 不明   | 不明 | 3      | 2    | [ 49 ]  |                  |
| 1931（昭和6）年度                                     | 108    |      | 3      | 0    | [ 50 ]  | 松橋分校分含む   |
| 1933（昭和8）年度                                     | 116    | 8    | 3      | 0    | [ 51 ]  | 松橋分校分含む   |
| 1934（昭和9）年度                                     | 112    | －4  | 3      | 0    | [ 52 ]  | 松橋分校分含む   |
| 1936（昭和11）年度                                    | 104    | －8  | 3      | 0    | [ 53 ]  | 松橋分校分含む   |
| 1937（昭和12）年度                                    | 127    | 23   | 3      | 0    | [ 54 ]  | 松橋分校分含む   |
| 1938（昭和13）年度                                    | 127    | 0    | 3      | 0    | [ 55 ]  | 松橋分校分含む   |
| 1939（昭和14）年度                                    | 135    | 8    | 3      | 0    | [ 56 ]  | 松橋分校分含む   |
| 1940（昭和15）年度                                    | 128    | －7  | 4      | 1    | [ 57 ]  | 松橋分校分含む   |
| 1943（昭和18）年度                                    | 154    | 26   | 5      | 0    | [ 58 ]  |                  |
| 1949（昭和24）年度                                    | 140    | －14 | 5      | 0    | [ 59 ]  |                  |
| 1954（昭和29）年度                                    | 100    | －40 | 4      | －1  | [ 60 ]  |                  |
| 1955（昭和30）年度                                    | 100    | 0    | 4      | 0    | [ 61 ]  |                  |
| 1956（昭和31）年度                                    | 90     | －10 | 3      | －1  | [ 62 ]  |                  |
| 1957（昭和32）年度                                    | 98     | 8    | 4      | 1    | [ 63 ]  |                  |
| 1958（昭和33）年度                                    | 94     | －4  | 4      | 0    | [ 64 ]  |                  |
| 1959（昭和34）年度                                    | 98     | 4    | 4      | 0    | [ 65 ]  |                  |
| 1960（昭和35）年度                                    | 103    | 5    | 4      | 0    | [ 66 ]  |                  |
| 1961（昭和36）年度                                    | 113    | 10   | 4      | 0    | [ 67 ]  |                  |
| 1962（昭和37）年度                                    | 112    | －1  | 5      | 1    | [ 68 ]  |                  |
| 1963（昭和38）年度                                    | 105    | －7  | 5      | 0    | [ 69 ]  |                  |
| 1964（昭和39）年度                                    | 100    | －5  | 6      | 1    | [ 70 ]  |                  |
| 1965（昭和40）年度                                    | 100    | 0    | 6      | 0    | [ 71 ]  |                  |
| 1966（昭和41）年度                                    | 88     | －12 | 5      | －1  | [ 72 ]  | 複式学級発生     |
| 1967（昭和42）年度                                    | 81     | －7  | 5      | 0    | [ 73 ]  |                  |
| 1968（昭和43）年度                                    | 84     | 3    | 5      | 0    | [ 74 ]  |                  |
| 1969（昭和44）年度                                    | 86     | 2    | 5      | 0    | [ 75 ]  |                  |
| 1970（昭和45）年度                                    | 84     | －2  | 4      | －1  | [ 76 ]  |                  |
| 1971（昭和46）年度                                    | 80     | －4  | 5      | 1    | [ 77 ]  |                  |
| 1972（昭和47）年度                                    | 78     | －2  | 5      | 0    | [ 78 ]  |                  |
| 1973（昭和48）年度                                    | 73     | －5  | 5      | 0    | [ 79 ]  |                  |
| 1974（昭和49）年度                                    | 65     | －8  | 5      | 0    | [ 80 ]  |                  |
| 1975（昭和50）年度                                    | 60     | －5  | 5      | 0    | [ 81 ]  |                  |
| 1976（昭和51）年度                                    | 56     | －4  | 4      | －1  | [ 82 ]  |                  |
| 1977（昭和52）年度                                    | 56     | 0    | 4      | 0    | [ 83 ]  |                  |
| 1978（昭和53）年度                                    | 51     | －5  | 4      | 0    | [ 84 ]  |                  |
| 1979（昭和54）年度                                    | 55     | 4    | 4      | 0    | [ 85 ]  |                  |
| 1980（昭和55）年度                                    | 46     | －9  | 4      | 0    | [ 86 ]  |                  |
| 1981（昭和56）年度                                    | 45     | －1  | 3      | －1  | [ 87 ]  |                  |
| 1982（昭和57）年度                                    | 47     | 2    | 4      | 1    | [ 88 ]  |                  |
| 1983（昭和58）年度                                    | 40     | －7  | 4      | 0    | [ 89 ]  |                  |
| 1984（昭和59）年度                                    | 38     | －2  | 3      | －1  | [ 90 ]  |                  |
| 1985（昭和60）年度                                    | 38     | 0    | 4      | 1    | [ 5 ]   |                  |
| 1986（昭和61）年度                                    | 37     | －1  | 3      | －1  | [ 91 ]  |                  |
| 1987（昭和62）年度                                    | 30     | －7  | 3      | 0    | [ 92 ]  |                  |
| 1988（昭和63）年度                                    | 28     | －2  | 3      | 0    | [ 93 ]  |                  |
| 1989（平成元）年度                                    | 25     | －3  | 3      | 0    | [ 94 ]  |                  |
| 1990（平成2）年度                                     | 27     | 2    | 3      | 0    | [ 95 ]  |                  |
| 1991（平成3）年度                                     | 22     | －5  | 4      | 1    | [ 96 ]  |                  |
| 1992（平成4）年度                                     | 24     | 2    | 3      | －1  | [ 17 ]  |                  |
| 1993（平成5）年度                                     | 35     | 11   | 4      | 1    | [ 37 ]  | 松橋分校統合     |
| 1994（平成6）年度                                     | 35     | 0    | 4      | 0    | [ 97 ]  |                  |
| 1995（平成7）年度                                     | 36     | 1    | 4      | 0    | [ 98 ]  |                  |
| 1996（平成8）年度                                     | 33     | －3  | 4      | 0    | [ 99 ]  |                  |
| 1997（平成9）年度                                     | 32     | －1  |        |      | [ 100 ] |                  |
| 1998（平成10）年度                                    | 30     | －2  | 3      |      | [ 101 ] |                  |
| 1999（平成11）年度                                    | 28     | －2  | 3      | 0    | [ 102 ] |                  |
| 2000（平成12）年度                                    | 24     | －6  | 3      | 0    | [ 103 ] |                  |
| 2001（平成13）年度                                    | 19     | －5  | 3      | 0    | [ 104 ] |                  |
| 2002（平成14）年度                                    | 15     | －4  | 3      | 0    | [ 105 ] |                  |
| 2003（平成15）年度                                    | 13     | －2  | 3      | 0    | [ 106 ] |                  |
| 2004（平成16）年度                                    | 12     | －1  | 3      | 0    | [ 107 ] |                  |
| 2005（平成17）年度                                    | 11     | －1  | 3      | 0    | [ 108 ] |                  |
| 2006（平成18）年度                                    | 11     | 0    | 3      | 0    | [ 109 ] |                  |
| 2007（平成19）年度                                    | 17     | 6    | 3      | 0    | [ 110 ] |                  |
| 2008（平成20）年度                                    | 21     | 4    | 4      | 1    | [ 111 ] |                  |
| 2009（平成21）年度                                    | 27     | 6    | 4      | 0    | [ 112 ] |                  |
| 2010（平成22）年度                                    | 29     | 2    | 4      | 0    | [ 113 ] |                  |
| 2011（平成23）年度                                    | 28     | －1  | 4      | 0    | [ 114 ] |                  |
| 2012（平成24）年度                                    | 30     | 2    | 3      | －1  | [ 115 ] |                  |
| 2013（平成25）年度                                    | 27     | －3  | 3      | 0    | [ 115 ] |                  |
| 2014（平成26）年度                                    | 26     | －1  | 3      | 0    | [ 115 ] |                  |
| 2015（平成27）年度                                    | 22(1)  | －4  | 4(1)   | 1    | [ 115 ] | 特別支援学級設置 |
| 2016（平成28）年度                                    | 18     | －4  | 3      | －1  | [ 115 ] |                  |
| 2017（平成29）年度                                    | 11     | －7  | 3      | 0    | [ 115 ] | 新入生なし       |
| 2018（平成30）年度                                    | 10     | －1  | 3      | 0    | [ 115 ] | 閉校             |
| ※児童数・学級数項の括弧は特別支援児童・学級数（内数） |        |      |        |      |         |                  |

### 分校の児童・学級数
1910年度以降の「二升石小学校松橋分校」の児童数と学級数の推移。1954年度以降は毎年度掲載。
1960年度にかけて50人前後で推移したのち、1960年度に60人となり、これが1954年度以降では最多となった。その後1960年代半ばから減少に転じ、1980年度には13人まで減少した。1980年代に入ると10人を下回るようになり、また新入生が居ない年も続出し、1988年度には2人と過去最少を記録した。それに伴い以前まではおおよそ3学級編成であった学級数も、1983年度からは2学級に減り、1学級編成となった年度もみられた。過去最少となった1988年度以降は緩やかに回復するも、依然として過小規模校には変わりなく、岩泉町内ではよりへき地等級の高い岩泉小学校鼠入分校や有芸小学校肘葛分校（ともに4級）などと同等規模のまま閉校を迎えた。
| 年度               | 児童数 | 増減 | 学級数 | 増減 | 出典   | 備考       |
| ------------------ | ------ | ---- | ------ | ---- | ------ | ---------- |
| 1910（明治43）年度 | 不明   | 不明 | 1      |      | [ 32 ] |            |
| 1918（大正7）年度  | 不明   | 不明 | 1      | 0    | [ 3 ]  |            |
| 1954（昭和29）年度 | 33     |      | 2      | 1    | [ 60 ] |            |
| 1955（昭和30）年度 | 33     | 0    | 2      | 0    | [ 61 ] |            |
| 1956（昭和31）年度 | 40     | 7    | 2      | 0    | [ 62 ] |            |
| 1957（昭和32）年度 | 50     | 10   | 2      | 0    | [ 63 ] |            |
| 1958（昭和33）年度 | 49     | －1  | 2      | 0    | [ 64 ] |            |
| 1959（昭和34）年度 | 50     | 1    | 2      | 0    | [ 65 ] |            |
| 1960（昭和35）年度 | 60     | 10   | 2      | 0    | [ 66 ] |            |
| 1961（昭和36）年度 | 53     | －7  | 2      | 0    | [ 68 ] |            |
| 1962（昭和37）年度 | 57     | 4    | 2      | 0    | [ 68 ] |            |
| 1963（昭和38）年度 | 57     | 0    | 2      | 0    | [ 69 ] |            |
| 1964（昭和39）年度 | 58     | 1    | 3      | 1    | [ 70 ] |            |
| 1965（昭和40）年度 | 56     | －2  | 3      | 0    | [ 71 ] |            |
| 1966（昭和41）年度 | 43     | －13 | 3      | 0    | [ 72 ] |            |
| 1967（昭和42）年度 | 43     | 0    | 3      | 0    | [ 73 ] |            |
| 1968（昭和43）年度 | 37     | －6  | 3      | 0    | [ 74 ] |            |
| 1969（昭和44）年度 | 34     | －3  | 2      | －1  | [ 75 ] |            |
| 1970（昭和45）年度 | 32     | －2  | 2      | 0    | [ 76 ] |            |
| 1971（昭和46）年度 | 30     | －2  | 2      | 0    | [ 77 ] |            |
| 1972（昭和47）年度 | 31     | 1    | 3      | 1    | [ 78 ] |            |
| 1973（昭和48）年度 | 25     | －6  | 2      | －1  | [ 79 ] |            |
| 1974（昭和49）年度 | 26     | 1    | 4      | 2    | [ 80 ] |            |
| 1975（昭和50）年度 | 22     | －4  | 3      | －1  | [ 81 ] |            |
| 1976（昭和51）年度 | 21     | －1  | 3      | 0    | [ 82 ] |            |
| 1977（昭和52）年度 | 18     | －3  | 4      | 1    | [ 83 ] |            |
| 1978（昭和53）年度 | 17     | －1  | 3      | －1  | [ 84 ] |            |
| 1979（昭和54）年度 | 18     | 1    | 3      | 0    | [ 85 ] |            |
| 1980（昭和55）年度 | 13     | －5  | 3      | 0    | [ 86 ] |            |
| 1981（昭和56）年度 | 11     | －2  | 3      | 0    | [ 87 ] | 新入生なし |
| 1982（昭和57）年度 | 11     | 0    | 3      | 0    | [ 88 ] |            |
| 1983（昭和58）年度 | 9      | －2  | 2      | －1  | [ 89 ] | 新入生なし |
| 1984（昭和59）年度 | 8      | －1  | 2      | 0    | [ 90 ] |            |
| 1985（昭和60）年度 | 5      | －3  | 2      | 0    | [ 5 ]  | 新入生なし |
| 1986（昭和61）年度 | 4      | －1  | 1      | －1  | [ 91 ] | 新入生なし |
| 1987（昭和62）年度 | 5      | 1    | 2      | 1    | [ 92 ] |            |
| 1988（昭和63）年度 | 2      | －3  | 1      | －1  | [ 93 ] | 新入生なし |
| 1989（平成元）年度 | 3      | 1    | 2      | 1    | [ 94 ] |            |
| 1990（平成2）年度  | 4      | 1    | 2      | 0    | [ 95 ] |            |
| 1991（平成3）年度  | 5      | 1    | 2      | 0    | [ 96 ] |            |
| 1992（平成4）年度  | 7      | 2    | 3      | 1    | [ 17 ] | 閉校       |

## 学区
- 岩泉町二升石
  - 二升石地区[9]
  - 松橋地区[9]

上記のうち、学校から遠い松橋地区などの児童は、スクールバスを利用し通学していた。

## 進学先の中学校
公立中学校の場合。
- 岩泉町立岩泉中学校（岩泉町岩泉）[9]

## アクセス
国道455号沿いにある二升石集落の奥地に位置していた。

### バス
- 「下二升石」停留所から徒歩で約6分

### 自動車
- 岩泉町中心市街地から国道455号経由で約10分
- 東北電力浅内発電所前のT字路交差点（岩泉町浅内）から国道455号経由で約5分

※2014年まで二升石駅（JR東日本・岩泉線）が付近に所在していたが、廃線に伴い廃止された。

## 周辺
- 長安寺
- 二升石駅（廃駅）